# Le Mesnil-Rogues
Le Mesnil-Rogues är en kommun i departementet Manche i regionen Normandie i norra Frankrike. Kommunen ligger i kantonen Gavray som tillhör arrondissementet Coutances. År 2018 hade Le Mesnil-Rogues 149 invånare.

## Befolkningsutveckling
Antalet invånare i kommunen Le Mesnil-Rogues
| Referens: INSEE |